# Handrij Zejler

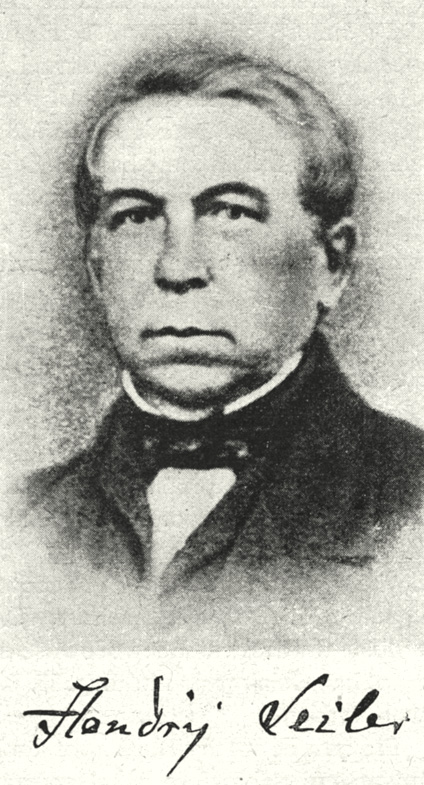
Handrij Zejler

Handrij Zejler (1 februari 1804 — 15 oktober 1872) was een Oppersorbisch schrijver en dichter en geldt als grondlegger van de moderne Sorbische poëzie. 
Handrij Zejler werd geboren in Bautzen-Salzenforst (Oppersorbisch: Budyšin-Słona Boršć) en studeerde na het gymnasium in Bautzen tussen 1825 en 1829 theologie in Leipzig (Lipsk). Hier werd hij een van de leidende figuren van "Sorabija", de Sorbische studentenvereniging. De vereniging gaf onder leiding van Handrij Zejhler ook het tijdschrift  "Serbska Nowina" uit, waarin Sorbische taal- en volkskundige onderwerpen aan bod kwamen. Beïnvloed door de slavische Romantiek schreef hij vele gedichten, die later ingang vonden in de volkscultuur. Een klein deel van zijn werk schreef Zejler in het Duits, het Sorbischtalige werk is inmiddels door Jurij Brězan en anderen in het Duits vertaald. Handrij Zejler keerde na zijn studie weer terug naar de Lausitz om er in 1835 geestelijke te worden. Zijn hele leven zou hij werkzaam zijn in  Lohsa (Łaz).
Vanaf 1842 tot 1848 was Zejler redacteur van het Sorbische weekblad "Tydźenska Nowina", voorloper van het huidige nieuwsblad "Serbske Nowiny". In 1847 richtte hij de Maćica Serbska (Nedersorbisch: Maśica Serbska) op, dat de centrale organisatie werd voor de opleving van de Sorbische cultuur. Hierin was Zejler samen met Jan Arnošt Smoler, Jaroměr Hendrich Imiš en Korla Awgust Kocor de centrale figuur.
Zejler schreef de Oppersorbische tekst voor het Sorbische volkslied "Rjana Łužica". In het Nedersorbisch is de titel "Rědna Łužyca".
Handrij Zejler overleed op 68-jarige leeftijd in Lohsa (Oppersorbisch: Łaz).
- Gemeinsame Normdatei: 118772449
- International Standard Name Identifier: 0000 0001 0906 5642
- Library of Congress Control Number: n86021977
- MusicBrainz: f3bb9f48-2764-4269-a6a0-40ddc4cdcc47
- Nationale Bibliotheek van Tsjechië: kup20010000114072
- Nationale Bibliotheek van Israël: 987007279999605171
- Nationale Bibliotheek van Polen: a0000002406168
- Nederlandse Thesaurus van Auteursnamen: 068394616
- Système universitaire de documentation: 198044534
- Virtual International Authority File: 59880015
- WorldCat: E39PBJc3GppgXxDhGRpKwtRqcP